# 2007年亞洲室內運動會
第二屆亞洲室內運動會於2007年10月26日至11月3日在中國澳門舉行，為期9天。本屆亞洲室內運動會是中國澳門第一次承辦亞洲地區綜合運動會，也是澳門所舉行的第三個綜合性運動會，是亞奧理事會全部成員出席的亞洲室內運動會。

## 籌備
為了善用東亞運動會的運動場館，澳門奧林匹克委員會通過申辦亞洲室內運動會主辦權，2002年8月9日經澳門特區政府准許申辦。2003年1月24日，在科威特舉行的第二十二屆亞奧理事會會員大會上，大會通過中國澳門獲得2005年亞洲室內運動會主辦權。但因澳門舉辦2005年東亞運動會關係，於是決定由泰國曼谷主辦，中國澳門改為主辦2007年的亞洲室內運動會。同年8月20日由亞奧理事會副主席霍震霆和組委會主席蕭威利進行簽署成為主辦城市的承諾。

### 倒數
2007年7月18日，即倒數100日，澳門行政長官何厚鏵、組委會主席蕭威利等在澳門漁人碼頭進行倒數揭幕。

### 測試
為了「第三個品牌」成功舉辦，在2007年7月23日，在澳門運動場上演曼聯對深圳上清飲的友誼賽，為該組委會作運動會賽前的唯一一次的總測試。另外，友誼賽的賽果是6:0。

### 聖火傳遞
運動會的聖火傳遞分別在2007年9月26日（開幕前30日）以及10月26日（開幕當日）在澳門傳遞；聖火在開幕時燃點在澳門運動場開幕式巨型舞台上的聖火火盤。

#### 倒數30日傳遞
2007年9月26日，即倒數30日，由澳門行政長官何厚鏵主持燃點起聖火的火炬，之後交給組委會主席蕭威利開始作聖火的傳遞；聖火傳遞的起、終點均是為澳門觀光塔前地，途經新馬路、南灣大馬路、提督馬路等。

#### 開幕前
2007年10月26日中午在西灣湖廣場舉行火炬傳遞活動，來自中華人民共和國、中華台北、中國香港、泰國、塔吉克斯坦、菲律賓、斯里蘭卡、緬甸、馬來西亞、蒙古、也門、印度尼西亞、尼泊爾、朝鮮、巴林、韓國、科威特、巴基斯坦、馬爾代夫、印度、約旦、卡塔爾、東帝汶、烏茲別克、哈薩克斯坦、越南及東道主中國澳門代表參與傳遞。由西灣湖廣場，經西灣、澳門政府總部、南灣舊初級法院大樓、新葡京、金蓮花廣場、蓮花觀音苑、終審法院大樓，以接力方式最後把火炬送回西灣湖廣場，並由組委會主席蕭威利作儲火，預備把火種用於晚上的開幕式。

#### 燃點
在開幕禮上聖火燃點儀式上，經過亞洲五區的運動員，薩賈德·莫拉迪（西亞的伊朗）、沙夫卡特比卡·穆希特迪諾夫（中亞的乌兹别克斯坦）、彭吉（南亞的印度）、傑拉錫.泰桑（東南亞的泰國）和倪振華（東亞的中华人民共和国）傳遞以後，交由澳門火炬手蘇淑玲擔任升空傳遞的任務，把聖火從表演舞台送上44米高的舞台頂層，交由同善堂學校體育教師朱展圖以過人膽色與熟練的形體動作踩著滑板飛越澳門運動場上空，並以全身發放煙花的「火人」姿態點燃運動會的聖火。

## 代表團升旗禮
運動會開幕前4日起，各參賽代表團舉行升旗禮；由於運動會無選手村，因而升旗禮在西灣湖廣場進行。首個代表團升旗禮是馬來西亞，而東道主中國澳門則在其翌日舉行。

## 組織委員會
2004年5月17日，第二屆亞洲室內運動會澳門組織委員會股份有限公司（MAIGOC）按澳門行政長官何厚鏵批示成立，同年8月2日正式投入運作，此一專責的組織主要負責籌組第二屆亞洲室內運動會及期間各項大型活動。
2007年亞洲室內運動會澳門組織委員會（MAIGOC）為負責籌辦該運動會相關工作的委員會，其前身為於2003年成立的2005年東亞運動會澳門組織委員會。為累積辦賽經驗，澳門特區政府讓組委會原班人馬以「一個班子，三個品牌」的方式，利用同一團隊籌組2005年東亞運動會、2006年葡語系運動會等大型運動活動，而2007年的第二屆亞洲室內運動會是該班子最後一個籌組的大型綜合性運動會，是一支擁有大型綜合運動會組織經驗的團隊。此外，第一屆葡語系運動會澳門籌備委員會是MAIGOC的屬下委員會。

## 運動會象徵

吉祥物美美

### 會徽
高懸的太陽取自亞奧理事會（Olympic Council of Asia）會徽，代表亞奧理事會在亞洲體育事業發展的重要角色及其所凝聚的力量，同時也象徵著亞洲人民的熱情、魅力以及團結性。太陽旁邊的設計，理念來自兩個中文字，兩條黃色線條構成“人”字，顯示以人為本的精神。藍色的兩橫構成“二”字，帶出“第二屆”的訊息。而綠色兩豎代表兩棵茁壯成長的樹木，突出主辦城市對環境保護的承諾，同時有亞洲體育健康發展的意味。最後六筆簡單的線條勾勒出屋簷瓦下“室內”的形象，也引申出“基礎”的意思。會徽以此整體帶出了澳門充滿活力、富多元文化的特色，及足以為亞室內運動會的未來建立起穩固基礎的寓意。

### 吉祥物
構思來自每年皆去到澳門棲息越冬的野生候鳥黑臉琵鷺稱為「美美」，是是屆運動會的吉祥物，在澳門具有特別的代表性。美美翱翔天際，象徵着澳門體育開拓新路、不斷創新的精神。同時也展現出亞洲室內運動會年輕、自由、創新的力量。 以候鳥作為吉祥物，不但顯示出展翅高飛的活力，同時也有着美美帶領着澳門市民大衆，大家一同參與2007年亞洲室內運動會的意味。 另外，吉祥物美美也將會是2007年亞洲室內運動會開幕式的其中一位主角，聯同美猴王孫悟空，展開一幕幕精彩的表演。

### 口號
運動會口號是「超越極限、再創高峰」（Forca asiatica sem limites）。

### 會歌
會歌由澳門本土歌手彭永琛、古卓文、孫鳳明及盧榮儀主唱的《勝利者之歌》。

### 聖火火炬
火炬外形主要以流線型線條設計而成，火炬頂部略微呈一尖形屋頂，寓意室內運動之火；正面位置刻有亞奧理事會及2007年亞洲室內運動會組委會的會徽，象徵這項運動會是亞奧理事會及MAIGOC共同發揮力量與合作的成果。 
火炬的顏色設計方面，頂部和底部以紅色為主，以配合運動會的主色調，其他部分則是白色，代表着火炬的光明。火炬之手柄特別設計有一弧位，方便火炬手手持火炬。
整根火炬的總高度有63厘米，總重量是1.26公斤，比2005年東亞運動會以及2006年葡語系運動會所使用的火炬還要輕。外殼紅色部分的物料是鋁片，白色部分是高溫玻璃鋼。 所有火炬都設有火焰大小調節制和緊急開關掣，以控制火焰的猛烈程度。

## 盛事製作

### 製作
2007年亞洲室內運動會國際電視訊號將以數碼母帶（Digital Beta）形式製作，是亞洲區內最為廣泛應用及較容易使用的製式，提供約260小時四種不同製作的直播及錄播國際訊號（direct and delayed transmitted International Television Signal），包括：
- 直放訊號：開幕式、台球、體育舞蹈、龍獅運動、電子競技、室內五人足球、室內田徑、室內曲棍球、泰拳、25米短池游泳；
- 錄放訊號：極限運動；
- 兩台攝錄機負責攝錄入籃藤球、健美操、室內單車的比賽片段；
- 精華製作：保齡球、棋類、25米蹼泳、卡巴迪、自由搏擊、克柔術。

2007年亞洲室內運動會將利用設置於各個場館的光纖把四種不同的製作訊號集中到位於澳門半島的國際廣播中心，所有訊號將會被分流及傳送至國際廣播中心及衛星。中心設有主控制室（MCR）、分配及傳送室、收錄區、錄音室、影像後期製作室以及獨立工作室，分別租借給各持權機構。經由國際廣播中心傳送至衛星的四條訊號頻道，再傳送給各廣播機構。所有比賽、活動、儀式及記者會將於運動會9天賽事期間於每日54分鐘的精華片段時段播出，並附以英文旁述。

### 電視轉播
除11家電視台電視廣播有限公司（中國香港）、英國廣播公司（英國）、半島電視台（卡達）、東京廣播電視台（日本）、泰國國家廣播站（泰國）、越南電視台（越南）、ESPN（娛樂體育節目電視網）、衛視體育台（Star Sports）、澳門廣播電視股份有限公司（中國澳門）、中國中央電視台（中國）、濠江中學資訊社（中國澳門）購買了2007年亞洲室內運動會的轉播權外，將有54個國家和地區播放和報道運動會的消息，包括：
| - 香港 - 阿尔及利亚 - 巴哈马 - 布吉納法索 - 不丹 - 柬埔寨 - 中国 - 朝鮮民主主義人民共和國 - 埃及 |  | - 印度 - 印度尼西亞 - 伊拉克 - 日本 - 约旦 - 科威特 - 澳門 - 马来西亚 - 马来西亚 - 緬甸 |  | - 尼泊尔 - 新加坡 - 斯里蘭卡 - 叙利亚 - 巴基斯坦 - 泰國 - 菲律賓 - 东帝汶 - 阿联酋 - 越南 - 葉門 |  | - 密克羅尼西亞聯邦 - 新喀里多尼亞 - 苏丹 - 利比亞 - 突尼西亞 - 摩洛哥 - 毛里塔尼亚 - 等。 |

### 亞奧理事會字幕
2007年亞洲室內運動會是首個運動會使用到由亞奧理事會規範設計的字幕圖案（OCA TV Graphics）。

## 計時及計分系統
2007年亞洲室內運動會一共為17個正式比賽項目和三個示範項目設置電子計時計分設備，這些計時計分系統將會在整個運動比賽中起着重要作用，特別是那些以速度競賽類運動，好像室內田徑等，計時計分系統便會充分發揮作用，計算出最準確的結果。 配合數據中心和賽事應用系統的運動，這些比賽成績和統計數據亦將會迅速地由比賽場館發佈至新聞中心及大會網站。

## 運動會數據中心
為確保2007年亞洲室內運動會順利進行，在組委會總部和澳門東亞運動會體育館內設置兩個數據中心，主要用以儲存整個運動會的所有數據資料。在賽事舉行期間，所有數據可以通過網絡在各比賽場館與兩個數據中心間互相傳遞，即時獲得最新最快的消息。兩個數據中心具有互相備份能力，可相互配合。假若其中一個數據中心發生問題，賽事應用系統可在最短時間內自動恢復正常，保障賽事應用系統運作的正常和流暢。

## 開幕典禮
第二屆亞洲室內運動會開幕典禮於2007年10月26日假澳門運動場上演。台灣青年組合飛輪海、香港歌星容祖兒在開幕前作表演。開幕典禮在晚上8時2分正式開始，其表演序如下：
1. 主要嘉賓進觀禮台
2. 升禮
中華人民共和國國旗、澳門特別行政區區旗進場，其後升起
3. 文藝表演
以「和諧澳門，快樂競技」為主題，分別以光影亞洲、金子孫猴賀典、保齡球交響、疾速激情、亞洲節拍、時空博弈、盛世金蓮、舞者印象、龍騰虎躍及勝利者之歌等多幕，表現了主辦城市澳門的獨有特色，同時又引入了亞洲室內運動會項目的精彩元素之後中國歌手湯燦獻唱《蓮花曲》。
4. 運動員進場
45個國家及地區的運動員代表依英文排序進場，而東道主的中國澳門則在最後進場，而進場也特別的。除東道主中國澳門的44個國家及地區的代表團都在舞台上進場，而中國澳門代表團則在進場後走到大會的觀禮台前，隨後返回舞台上。
5. 致辭
組委會主席蕭威利致詞；他主要說明澳門在澳門政權交接儀式後的高度自治性、歡迎各位嘉賓及運動員的到來參與、感謝各贊助商、供應商對運動會的支持及協助，最後特別感謝國際奧委會主席羅格的到來及支持。
亞奧理事會代主席、亞奧理事會副主席霍震霆致辭，他代表亞洲奧林匹克理事會歡迎所有人來到澳門這個美麗的城市，與亞洲人民一起慶祝第二屆亞洲室內運動會開幕。亞奧理事會也藉此機會，感謝澳門市民和特區政府配合的共同努力，並成功促成了亞洲各地青年來澳參加本屆亞洲室內運動會的賽事。霍震霆深信，澳門第二屆亞洲室內運動會將會在亞洲室內運動會的歷史上寫下嶄新而光輝的篇章，因此必須感謝澳門奧林匹克委員會及亞洲室內運動會澳門組織委員會確保運動會成功舉辦所付出的不懈努力。其後並邀請澳門行政長官何厚鏵宣布本屆運動會開幕。
6. 聖火燃點

除了國際奧委會主席羅格出席開幕典禮外，
亚奥理事会代主席、亚奥理事会副主席霍震霆、
主要出席的還有亞奧理事會全體理事成員、
 澳門政府主要政府官員、
 中国澳门工委委员、驻澳门特派员万永祥、
 澳門行政长官何厚铧、
 澳門组委会主席萧威利、
以及中、西亞國家領導層、
 中国国家体育局局长刘鹏等。

### 詐彈襲盛典

#### 網上聲言
開幕當日下午5時36分，一個以網名為「aig2007macau」署名「一個不滿的人」的人士在澳門電訊互聯網討論區上發帖，聲稱多年來一向忠心為政府服務，但一次工業意外導致失去百分之二十工作能力，被上司投閒置散，面對同事冷嘲熱諷云云，於是向組委會及澳門特別行政區政府發出聲明及警吿。留言中指出早開幕的五至七日前，在澳門運動場內設置兩個TNT強烈爆炸物，並指明引爆方式及已經啟動。聲言特區政府要於傍晩六時半前，將一千萬澳門元存入指定戶口內，否則「開幕式中將會發生大家十分不想看到的事」。該互聯網站方面約在晩上七時將恐嚇留言刪去，其後發出吿示指「因系統現正進行維護工程，互動特區需暫停運作」。

#### 警方行動
有關方面在得知事件後即召開緊急會議，在評估危機及形勢後，決定如期舉行開幕。一衆警方高層即時趕往場館指揮部署行動，以防萬一。為免引起公衆恐慌，警方採取外弛內張的策略，除加強場館內外保安，並增派一批特警及調派拆彈組、爆炸品搜索犬等到場，在場館內外展開搜索。現場所見，有關方面對入場觀衆的安檢措施則與以往的大型活動一樣，如包括不準觀衆帶樽裝飮品進場，場內氣氛一切如常，觀衆大都並不知情。經警方搜索後，最終未有發現狂徒所言的炸彈。

#### 司警介入調查
司法警察局隨即展開調查，於當晚深夜查出該留言帖的發出地址，並將有關人士帶局調查，但未確定是否涉案。司警相信事件為一惡作劇，但該行為已構成刑事犯罪，會展開深入調查。

#### 回應
- 電信管理局局長陶永強在當晚表示是次行為經已涉及刑事問題，下一步會與有關執法部門聯繫。由於網上言論將成為主要傳播媒介，如果內容涉及危害社會安全或影響他人聲譽，發佈者亦要承擔言論責任，違法者自然會受到法律制裁。
- 組委會主席蕭威利在10月28日的第51次亞奧理事會會議後表示，有關執法部門當日接報後已即時採取行動，在現場全面進行搜索，並沒有發現任何可疑物品。事後相關部門亦已向公衆交代有關事情，因此，組委會方面暫時對事件沒有補充。他又提到，國際奧委會主席羅格於開幕式當日因天氣惡劣而延誤來澳的時間，打亂了組委會方面的安排，雖然最終能於開幕式前抵達，但卻又發生是次炸彈驚魂，當時亦有家長曾致電工作人員，希望疏散所有志願工作者，令組織工作忙上加忙。但志願工作者作出堅持崗位的決定，而組委會在聽取警方當時的調查報吿後，在千鈞一髮間決定如期舉行開幕式，並順利完成。他表示，是次事件對整個亞組委會來說是一個極大的考驗，得到各部門同事及志願工作者願意共同承擔的支持順利度過，在此要感激大家的齊心，並為亞澳組委感到自豪。對於有居民作出此種不理性的行為，蕭威利指出，雖然居民對不同事件意見各異，但最基本應該懂得尊重別人，任何人都不應、亦沒有權去擾亂澳門的社會秩序，相信澳門將來還有很多機會舉辦大型活動及盛事，居民需要平心靜氣作出分析。

## 閉幕典禮
第二屆亞洲室內運動會閉幕典禮將於2007年11月3日假澳門威尼斯人度假村酒店舉行；亚奥理事会主席艾哈迈德·法赫德将亚奥理事会会旗在組委會主席蕭威利及署理澳門行政長官譚伯源转交下，交给下一屆亞洲室內運動會東道主越南奧委會主席以及河内組委會代表。

## 入場門券
所有入場門券（除閉幕典禮外）都是由組委會向公眾派發，包括開幕的入場門券及所有賽事入場門卷。

## 項目
第二屆亞洲室內運動會共設17個競賽項目及3個示範項目，以下是項目名單： 

| - 有氧體操 - 撞球 - 保齡球 - 棋類 - 西洋棋 - 象棋 - 運動舞蹈 - 龍獅運動 - 舞龍 - 南獅 - 北獅 - 電子競技 | - 極限運動 - 極限單車 - 直排輪 - 滑板 - 運動攀登 - 室內五人足球 - 入籃藤球 - 室內田徑 - 室內單車 - 花式單車 - 單車球 - 室內曲棍球 - 泰拳 | - 短道游泳 - 蹼泳 - 卡巴迪 - 自由搏撃（示範項目） - 克柔術（示範項目） - 3對3籃球（示範項目） |

## 參賽國家及地區
本屆的亞洲室內運動會中，所有亞奧理事會成員也有參與，以下為45個參賽國家及地區：

| - 阿富汗 - 巴林 - 不丹 - 柬埔寨 - 中国 - 中國香港 | - 印度 - 印度尼西亞 - 伊朗 - 伊拉克 - 日本 - 约旦 - 科威特 | - 黎巴嫩 - 中國澳門 - 马来西亚 - 馬爾地夫 - 蒙古国 - 緬甸 - 尼泊尔 | - 阿曼 - 巴基斯坦 - 巴勒斯坦 - 菲律賓 - 沙烏地阿拉伯 - 新加坡 - 斯里蘭卡 - 叙利亚 | - 中華臺北 - 泰國 - 东帝汶 - 阿联酋 - 越南 - 葉門 |

代表團相關情況條目
- 中國香港代表團
- 中國澳門代表團

## 體育館資料及項目
- 澳門運動場（開幕式）
- 澳門威尼斯人度假村酒店（閉幕式）
- 澳門東亞運動會體育館

室內運動場（室內田徑）
綜合劇院（泰拳、自由搏擊）
展覽中心（電子競技）
澳門國際會議中心（台球）
- 澳門保齡球中心（保齡球）
- 澳門國際射擊中心（棋類）
- 塔石體育館（室內五人足球）
- 澳門運動場室內館（室內曲棍球）
- 澳門理工學院體育館（克柔術、室內五人足球）
- 澳門奧林匹克游泳館（蹼泳、短池游泳（25米））
- 澳門綜藝館（體育舞蹈、龍獅運動）
- 中葡職業技術學校體育館（室內單車、卡巴迪）
- 澳門科技大學室內館（極限運動）
- 工人體育館A館（健美操、入籃藤球）

## 賽事焦點

### 首日（10月26日）
- 多項賽事的預賽開始展開。

### 第二日（10月27日）
- 是日運動會共產生22面金牌。
- 運動會首金項目是花式單車的女子單人賽；中國澳門的關淑梅雖然有少少失誤，但也憑292.047分打破運動會以及亞洲的紀錄，奪得首面金牌，是為該運動會以及該體育代表團的首金；中國香港的曾如心和梅可怡分別以267.40和260.63分別屈居亞軍和季軍。而中國香港的盧廷軒、余心怡則在男子雙人賽為香港奪下首金，也是運動會的第二金[10]；男單方面，中國澳門王衡鏘為東道主再奪一面金牌，並以322.46分打破了賽會紀錄，銀牌和銅牌得主分別為中國香港余心怡和泰國伊克加勒·孔查奧[11]。
- 單車球六場比賽四勝兩和，日本擊敗中國香港}奪金。雖然日本運動員平野賢和田中識史在上半場被對手佔盡優勢，但下半場卻以第3個入球反敗為勝。銀牌爭奪方面，泰國於下半場射入兩球，以2:1戰勝馬來西亞隊，獲得銀牌[12]。
- 女子8號球單人賽淘汰賽賽果一如所料，所有種籽球員在32回合中輪空，只有4場賽事正式舉行，其中兩場賽事有種籽球員參賽。新加坡的何書華以7-6險勝韩国朴恩智，其他領先球員包括泰國的莎典妮·查蘇古露和毛洛迪·華珍妮以及日本的濱西由希子[13]。
- 極限運動產生了三項金牌，其中泰國成為大贏家，奪得兩金兩銀一銅，而在滑板公園最佳技巧賽中，中国的車霖以精湛的技術為中國奪得一面金牌。
- 在澳門東亞運動會體育館舉行了電子競技首兩輪預賽。由於參賽人數較多，賽事需要進行多輪預賽，決賽會在30日登場。電子競技共分三個小項，分別是Need for Speed（賽車）、NBA Live（籃球）及FIFA 2007（足球）[14]。

### 第三日（10月28日）
- 2010年廣州亞運會（澳門）繽紛跑：活動在西灣湖廣場作起、終點，路線經過聖地牙哥酒店、融和門；參與繽紛跑的約有300名12至15歲運動員。
- 曲棍球第一場賽事由東道主 中國澳門對戰 马来西亚，4比4打和。上半場開始4分鐘，馬來西亞卡利射入第一個入球，10分鐘後，中國澳門梁立文射入一球攀平；22分鐘後，梁立文再次衝破對方守門員防線，將雙方比數拉開。另一場賽事 中國香港6:0戰勝 印度[15]。
- 室內五人足球6隊女子參賽隊伍進行初賽。第一場 越南對戰 ，雙方勢均力敵，互有攻守。第二場賽事進行得相當艱苦，最終 泰國以2：3不敵 日本。第三場賽事 伊朗以13：1中勝 马来西亚。男子組也進行了4場賽事，急於表現的 以0：1負於 黎巴嫩。上半場已取得入球的黎巴嫩不斷增強防守，以免失分。 伊朗對戰 沙烏地阿拉伯一戰完全控制了局勢，以15：0壓倒性優勢結束了比賽。第11場初賽中 东帝汶對戰 ，最終以1：19的懸殊比分落敗。最後一場賽事由 中国對戰 科威特爭奪D組種子位置，戰況激烈[16]。
- 極限運動第三天賽事在澳門科技大學體育館舉行。 泰國凱地加·范尼斯特庫與隊友澤清·范尼斯特庫憑著小輪車公園賽中熱情的演出和精彩的跳躍動作，為該國增添一金一銀；冠軍得主以94分奪魁，比銀牌得主和銅牌得主分別高出5分和10分。頭戴褐色鴨舌帽的金牌得主對著傳媒難掩興奮心情，這是他在亞洲室內運動會第二次贏得這項比賽[17]。
- 體育舞蹈方面在澳門綜藝館舉行了兩天的體育舞蹈賽事結束，共頒發12枚金牌， 中华人民共和国自星期六首場出戰以來，共取得了6金， 日本則以4枚緊隨其後，雙方激烈競爭為比賽錦上添花。 中国、 日本、 和 泰國的選手在充滿動感和魅力的舞台上地板熱舞，並於兩天的比賽中贏取了獎牌。 中国分別在森巴舞、倫巴舞、探戈舞、標準舞五項、華爾茲舞和狐步舞各單項中取得六枚金牌。 日本在快步舞、鬥牛舞、牛仔舞和拉丁舞五項中領先，而 憑維也納華爾茲舞和恰恰舞奪冠， 泰國在倫巴舞中奪得一枚銅牌[18]。
- 蹼泳在澳門奧林匹克游泳館舉行。參與的運動員人數眾多，他們分別參加男子及女子50米、100、200米及4x200百米水面蹼泳。頭戴呼吸管，腳穿鞋蹼的泳手在水面快速游進，以熟練的泳姿很快地游到終點綫。是次比賽 中国贏得7金3銀， 贏得1金4銀3銅， 日本贏得1銀1銅， 越南和 分別贏得3銅和1銅的佳績[19]。

### 第五日（10月30日）
- 來自 阿联酋的穆罕默德·穆斯塔法在為期三日的男子士碌架單人賽中，盡顯其超卓的技術。憑著準繩的把握力及較高的得分，在第三日的比賽中，最終擊敗對手拉特查普.詹姆斯拿。穆罕默德·穆斯塔法力壓 泰國和 中国對手後，喜獲金牌。另一方面，兩名 中国運動員肖國棟和金龍在季軍賽中對疊。最後，肖國棟以較好的表現，奪得銅牌[20]。
- 女子五項全能跳高項目在澳門東亞運動會體館舉行，運動員優美的助跑和起跳動作成為全場焦點。跳高單項三甲位置由 、 泰國和 中国奪得，最好成績1.75米，最年青參賽運動員來自 越南，只得18歲[21]。

### 第六日（10月31日）
- 印度在1500米跑奪得兩面金牌，保羅西·冼穆利儘管負傷上陣，仍以4:22.56完成比賽，勇奪女子組金牌； 盧卡謝亞化·斯維特蘭娜以4:24.92.獲得銀牌。 印度在女子組奪標後好事成雙，查湯利·哈薩以3:50奪得男子組冠軍。查湯利利·哈薩賽後表示3:50不是他的最好成績，雖然競爭激烈，但只把是次比賽視為練習，備戰北京奧運[22]。
- 在澳門奧林匹克游泳館進行了第二天25米短池泳賽。在下午舉行的總決賽中， 中國香港獲得3金2銀4銅的佳績，運動員的努力終於獲得回報。全日焦點莫過於男女子4x100自由泳接力賽。女子組賽事中， 中國香港輕鬆地以3:43.00贏得金牌，而 泰國及 分別以3:47.15和3:53:34的成績奪得銀牌和銅牌。男子組方面， 亦以輕鬆姿勢在200米中力壓 中国及 中國香港獲得冠軍。 中國澳門王穎璋在男子100米蝶泳最後50米不敵對手，被 中国泳手以破亞洲紀錄成績51.91擊敗，屈居亞軍， 以53.33獲得銅牌。王穎璋對記者說：「我一直希望可以勝出，但中國泳手始終稍勝一籌，蝶泳比其他泳式實在是難得多」。王穎璋要感謝教練的教導，亦感謝觀眾在比賽時對他的支持[23]。

### 第七日（11月1日）
- 在台球賽事，男子士碌架賽中 中國香港與 中国進行冠軍戰，最終 中國香港奪金成功；而 沙烏地阿拉伯不敵 印度，痛失銅牌[24]。
- 男子三級跳決賽在澳門東亞運動會體育館進行， 中国吳波的驚人完美表現令每一跳降落點都瞄準沙池，他以最遠16.45米的成績排行第二，僅次於 金牌得主羅曼·化里耶夫，銅牌得主是 的耶夫基尼·艾克托夫。這位冠軍級人馬在第二次試跳時已超越其他選手，創出16.57米全場最好成績，令他在接下來的試跳中更有信心地完成單足跳、跨步跳及終極一跳等一連串動作變化[25]。
- 科威特、 伊朗、 印度、 斯里蘭卡和 沙烏地阿拉伯齊齊晉身男子4x400米接力決賽，勢均力敵的氣氛讓起跑線充滿戰味。 沙烏地阿拉伯第一捧起步時已一馬當先，現場氣氛熱烈。這場金牌爭奪戰開首100米，沙特阿拉伯輕易抛離 斯里蘭卡對手；完成第二圈後，斯里蘭卡從後反超前，力壓緊隨身後的沙特阿拉伯；進入第三圈，斯里蘭卡竭力保持領先位置，卻令沙特阿拉伯趁機搶在終點前攀回，雙方同時以3:11.29衝線，經終點攝影機判斷，最後判 沙烏地阿拉伯奪標， 斯里蘭卡屈居第二， 伊朗則以3:13.18奪得銅牌。在體育賽事中，如兩名或以上選手以幾近相同的時間衝線，則必須參考終點攝影機的影像進行裁判。為期三天的室內田徑賽事已圓滿結束， 和 中国各贏得四面金牌， 泰國和 印度各取兩面， 沙烏地阿拉伯、 和 印度尼西亞各得一面[26]。
- 澳門綜藝館舉行的舞龍、舞獅賽事， 中國澳門以9.12分贏得舞龍規定套路銅牌， 中国則以9.26分擊敗9.15分的 中華臺北，成為金牌得主[27]。
- 當王穎璋在男子50米蝶泳中為中國澳門再添第二面獎牌時， 中國香港及 中国分別贏得女子及男子自由泳4x50米接力金牌，結束第三日賽事，在場觀眾喝采不絕。 中國香港以1:42.16奪取女子自由式4x50米接力冠軍， 泰國僅以1:45.18位居亞軍， 中国則以1:46.17奪取季軍；男子自由式4 x 50米接力方面， 中国以1:29.79成為贏家， 以1:30.48位居亞軍， 泰國則以1:31.93奪得銅牌[28]。

#### 漏水停賽風波
舉行五人足球的塔石體育館由於漏水滴到比賽場地，致使五人足球賽的 日本為免球員受傷而拒絕比賽，賽會只好將比賽順延至下午四時，後來又將 日本賽事改在晩上。
賽會對現場觀衆致歉，並要求各場館所屬機構跟進以避免類似情況。工務局稱是因為體育館屋頂光棚接合部滲水造成漏水，唯有臨時以尼龍布接水，要等運動會賽事結束後再長遠解決。
亞室運室內五人足球比賽四強之戰， 日本對 泰國即將開賽時，賽場至少出現三個漏水處，分別是一側球門前、靠近賽場一角及中場位置，弄濕膠地板。日本隊為免影響運動員，拒絕在解決漏水問題前比賽。賽會經過向技術代表了解後決定延遲比賽，日本對泰國賽事昨天調整到晩上十時，其他四場比賽則延遲至下午四時進行。
數百名場內觀衆只好離開賽場，下午四時比賽重開時，入場觀衆已減至一百人左右。比賽重開時，賽會將球門內移兩米（仍符賽場標準）以避開漏水位置。

### 第八日（11月2日）
- 中國澳門舞獅隊憑著震撼的演出，勇奪第三面金牌。東道主先後在南獅公椿規定套路、北獅自選套路和舞龍規定套路分別摘下兩面銀牌和一面銅牌，充份表現出運動員在過去兩天比賽全力以赴，全神貫注地投入到比賽當中。而 中國澳門運動員陳智浩表示，對今次能夠成功摘冠非常滿意，認為所有動作都有穩定發揮。他認為今天的表現比昨天的好，所有動作都非常流暢自然，難度亦有所提高[29]。
- 中国泳手林軼、龍發中、周嘉偉、張芳強以3:37.85的成績擊敗 ，勇奪男子混合泳接力4x100決賽的金牌。 中國澳門泳手唐皓東、馬振威、王穎璋、劉崑峰憑著奮鬥不懈的精神，最終於400米收復失地，為 中國澳門帶來第三面銅牌。女子混合泳接力4x100方面， 中國香港泳手一開始便遙遙領先，最後輕易奪得冠軍寶座，強敵如 及 中国只能以4:10.74和4:12.72的成績屈居亞軍及季軍。經過一連7日的爭奪， 中國香港港在短池泳賽中共奪得11金5銀6銅， 中国亦有9金5銀7銅的佳績，而 泰國和 則分別取得4金3銀5銅和2金9銀4銅[30]。

### 第九日（11月3日）
- 小輪車U型管決賽下午假澳門科技大學體育館進行， 泰國的范尼斯特庫兩兄弟在U型台上以精彩的高難度表演分別奪取金牌及銀牌， 中華臺北的陳翰堃則獲得銅牌。 中華臺北同時奪取直排輪滑U型管賽的銅牌， 日本則嚢括金銀牌。在小輪車平地賽中， 泰國選手再次奪取金銀牌，而 马来西亚獲銅牌[31]。
- 男子五人足球冠軍戰， 伊朗以7:4擊敗 泰國奪標。整場比賽兩支球隊盡顯奪冠決心，上半場 伊朗佔盡上風，開賽5分鐘首先射入一球，最後以5 - 2完成上半場，令泰國決心收復失地。下半場開始，雙方取勝目標明確，展開積極攻勢， 雖然泰國再射入兩球，但伊朗在快完場前射入兩球扳平。季軍戰方面， 以3-2力壓 中国，奪得銅牌[32]。

## 藥檢測試
在賽事第五天（10月30日），亞奧理事會總幹事穆薩拉姆及醫療委員會主席卓格辛醫生昨日向各傳媒公佈，台球男子9號球單人賽的阿富汗選手夏比比，賽前被驗出尿液樣本呈陽性反應。在10月25日隨機抽樣接受抽取A尿液樣本，10月28日檢驗結果證實含有大麻素，該藥物已被世界反興奮劑組織列入2007年禁藥清單。根據亞奧理事會和世界反興奮劑組織罰則規定，該名運動員馬上被組委會（第二屆亞洲室內運動會澳門組織委員會）取消參賽資格。
國際賽事的反興奮劑檢驗需經過兩個樣本的化驗，在發現A樣本有問題時仍得經過B樣本的再檢驗以最終確定藥檢測試的結果。夏比比在樣本A被驗出反應後接受反興奮劑工作小組的報告，承認服用反興奮劑禁藥清單內的違禁品。

## 集體食物中毒
澳門衛生部門疾病預防控制中心自10月30日起陸續接獲仁伯爵綜合醫院急診室通報，涉及2007年亞洲室內運動會外地運動員的懷疑食物中毒個案，至今累計九人。組委會表示，負責供應清真食物的供應商由10月22日起運作，向14間酒店千多名職員和運動員供應食物，對於有9人懷疑食物中毒事件，組委會現階段需等待檢驗報吿，但會密切注意事件，確保供應食物的衛生。
疾病預防控制中心隨即進行調查及跟進，發現九名病人來自中東的五個國家，分別住宿於三間不同酒店，於10月30日凌晨至中午先後出現腹瀉、嘔吐、發冷、低熱等病徵。已分別到醫院、診所就診，目前已全部離院，情況良好。
疾病預防控制中心已檢查有關供應商，除已即時將有關情況和風險通報組委會外，並命令該場所必須即時加強食物衛生管理，改善食品供應質量。
11月3日，亞奧理事會舉行記者會。亞奧理事會主席薩巴赫親王及醫療委員會主席卓格辛醫生就近日懷疑運動員食物中毒事件表達意見。薩巴赫表示，懷疑的食物中毒的個案只屬個別事件，與組委會或酒店內提供的任何食物都無關。「事實上，沒有其他運動員出現類似病徵，亦沒有其他運動員拒絕食用亞澳組委提供的食物；在運動會期間的每日團長會議中，所有參賽代表團都沒有反映食物有問題。此外，運動員亦曾出外進食，所以涉及很多的其他因素很多。」薩巴赫同時指出，運動會的食品面向超過3,500名運動員，如果真的有問題，情況絕對不會只有幾個疑似個案那麼簡單。他相信身體不適的原因主要是個別運動員外出進食其他食物所致。
另外，卓格辛醫生亦表示部份運動員出現腸胃炎和肚瀉病徵，所收集的樣本經分析後沒有證據顯示此次事件與餐飲服務有關，不能說一定是食物中毒，因為運動員在外地作賽出現水土不服的情況時有發生。卓格辛醫生認為，相關病徵可由很多外在因素所致，例如出外進食亦有可能造成有關症狀。卓格辛醫生表示，稍後亞奧理事會將就此次事件的研究向亞澳組委提交調查報告。

## 獎牌榜
截至澳門時間2007年11月3日17:45，全部賽事完成後的獎牌榜的排名如下（列出出席的國家或地區）：
| 排名 | 国家／地区   | 金牌 | 银牌 | 铜牌 | 總數 |
| ---- | ------------ | ---- | ---- | ---- | ---- |
| 1    | 中国         | 52   | 26   | 24   | 102  |
| 2    | 泰國         | 19   | 28   | 22   | 69   |
| 3    | 中國香港     | 15   | 9    | 11   | 35   |
| 4    |              | 10   | 14   | 13   | 37   |
| 5    |              | 9    | 20   | 13   | 42   |
| 6    | 印度         | 9    | 9    | 10   | 28   |
| 7    | 日本         | 8    | 7    | 11   | 26   |
| 8    | 伊朗         | 4    | 4    | 9    | 17   |
| 9    |              | 4    | 3    | 1    | 8    |
| 10   | 中華臺北     | 4    | 2    | 6    | 12   |
| 11   | 中國澳門     | 3    | 5    | 5    | 13   |
| 12   | 沙烏地阿拉伯 | 3    | 1    | 0    | 4    |
| 13   | 越南         | 2    | 5    | 11   | 18   |
| 14   |              | 2    | 2    | 2    | 6    |
| 15   | 印度尼西亞   | 2    | 0    | 4    | 6    |
| 16   | 阿联酋       | 2    | 0    | 1    | 3    |
| 17   | 科威特       | 1    | 3    | 2    | 6    |
| 18   | 新加坡       | 1    | 2    | 5    | 8    |
| 19   | 菲律賓       | 1    | 2    | 3    | 6    |
| 20   | 马来西亚     | 0    | 3    | 6    | 9    |
| 21   | 緬甸         | 0    | 2    | 0    | 2    |
| 21   | 斯里蘭卡     | 0    | 2    | 0    | 2    |
| 23   | 蒙古国       | 0    | 1    | 4    | 5    |
| 24   | 巴基斯坦     | 0    | 1    | 1    | 2    |
| 25   |              | 0    | 1    | 0    | 1    |
| 26   |              | 0    | 0    | 3    | 3    |
| 27   | 约旦         | 0    | 0    | 2    | 2    |
| 27   | 黎巴嫩       | 0    | 0    | 2    | 2    |
| 29   |              | 0    | 0    | 1    | 1    |
| 29   | 伊拉克       | 0    | 0    | 1    | 1    |
| 29   |              | 0    | 0    | 1    | 1    |
| 總計 | 總計         | 151  | 152  | 174  | 477  |

## 榮譽
- 亞奧理事會主席薩巴赫親王向澳門行政長官何厚鏵頒發功績獎章，以表彰他對亞洲體育發展所作的貢獻。何厚鏵在任澳門奧林匹克委員會主席期間，致力推動澳門體育發展邁向國際化和專業化，其後在1999年擔任行政長官開始，更積極支持2005年東亞運動會、2006年葡語系運動會和2007年亞洲室內運動會的工作[35]。

## 文化交流
2007年亞洲室內運動會文化交流晚會於2007年10月30日假澳門漁人碼頭古羅馬表演場舉行，吸引近2,000名居民、旅客、運動會參與運動員及嘉賓到場欣賞。晚會節目中除了有廣東武術隊作武術表演以外，葡萄牙天主教大學的波爾圖Tuna學生音樂團的Tuna音樂也展現了澳門中西文化融會的獨特色彩。另外越南國家歌舞樂團作越南歌舞、卡塔爾文化藝術最高理事會作卡塔爾劍舞以及八屆攀爬單車世界冠軍綽號「單車魔術師」的肯尼比利作攀爬單車表演，讓觀眾有機會認識不同背景的文化表演。觀眾及所有運動員在現場反應熱烈。
運動會除了是體育競技聚會以外，也是一次各地區民族交流和認識的難得機會，因此按奧林匹克運動傳統，各大運動會在舉行期間皆設有文化交流活動，供各參與國家和地區分享自己的傳統文化，增加彼此友誼。因此舉行文化活動不僅展示主辦城市澳門的魅力，另一方面也有助於推動室內運動會的宣傳工作。
除了文化交流晚會以外，開幕日翌日直至11月2日，第二屆亞洲室內運動會澳門組織委員會在澳門漁人碼頭內舉行多項免費文化活動，如書法技巧示範、相學命理、葡萄牙瓷磚展示、乘坐三輪車、土風舞及中樂表演等，藉此讓市民、旅客及運動員，透過參與運動會期間，體驗中西文化交融。

## 紀錄
關於亞洲室內運動會
- 亞奧理事會成員國（45個亞洲國家及地區）首次全部參與
- 亞奧理事會所有理事與會

關於是屆亞洲室內運動會
- 23,000人參與運作整個運動會
- 20,000名志願工作者為運動會服務，是澳門舉辦的運動會最多人數
- 2,500名表演者為開幕式表演，是澳門舉辦的運動會最少人數
- 35,000人次進場欣賞賽事
- 6,000套制服，是澳門舉辦的運動會最多制服數目
- 首次是非運動員、澳門居民作燃點聖火

媒介方面
- 主新聞中心設於面積1303平方米
- 約1,000名記者為運動會報道
- 16個電視台播放有關運動會的節目，覆蓋55個國家和地區
- 3個手機媒體和3個互聯網媒體播放運動會的消息
- 運動會總製作訊號時間預計近二百六十小時

關於澳門
- 開埠以來最大型的綜合性運動會
- 第三個最大型的綜合性運動會
- 首個亞洲地區的綜合性運動會

其他
- 國際奧委會主席到會出席開幕式
- 17家酒店為運動會作「選手村」
- 大會新聞中心是為，是澳門舉辦的運動會最大的
- 大會提供七文八語為與會者服務，是澳門舉辦的運動會之冠
- 大會提供的餐飲多達20種，為迎合來自不同地區的與會人士，為澳門舉辦的運動會之冠
- 中央電視台以高清技術為北京奧運作測試

## 合作機構

### 大會合作伙伴
- 澳門威尼斯人（作為運動會的總部酒店、傳媒中心）
- 澳門電訊

### 大會合作傳媒（包括轉播權）
- 電視廣播有限公司（ 中國香港）
- 英國廣播公司（ 英国）
- 半島電視台（ ）
- 東京廣播電視台（ 日本）
- 泰國國家廣播站（ 泰國）
- 越南電視台（ 越南）
- ESPN（娛樂體育節目電視網）
- 衛視體育台（Star Sports）
- 澳門廣播電視股份有限公司（ 中國澳門）
- 中央電視台體育頻道（ 中国大陆）[38]
- 濠江中學資訊社（ 中國澳門）

### 大會指定贊助商
- 澳門航空
- Bonaqua（贊助運動會所有飲用礦泉水）
- 可口可樂（以運動會為主出版特別版可口可樂）
- 李寧有限公司（為運動會服務人員提供服裝）
- 澳門啤酒
- 新浪網（大會指定網絡服務供應商）
- 澳門漁人碼頭（宣傳及財政上贊助）

## 外部連結
- 第二屆亞洲室內運動會